# Impresa di Premuda
L'impresa di Premuda fu un'azione navale compiuta dai MAS  15 e 21 agli ordini del capo sezione Luigi Rizzo e rispettivamente comandati da Armando Gori e Giuseppe Aonzo che, all'alba del 10 giugno 1918, in piena Prima guerra mondiale, partendo dal porto di Ancona penetrarono di nascosto tra le unità di una formazione navale nemica diretta al canale d'Otranto, riuscendo a silurare e ad affondare la corazzata SMS Szent István (Santo Stefano) al largo di Premuda. Nell'azione venne colpita da un siluro anche la corazzata gemella Tegetthoff (dal nome dell'ammiraglio che nel 1866 sconfisse la flotta italiana nella battaglia di Lissa), ma in questo caso il mancato funzionamento del dispositivo di esplosione impedì l'affondamento.

## Storia

### Premesse
Dal 1º marzo 1918 l'ammiraglio Miklós Horthy assunse il comando della Imperial-Regia marina da guerra austro-ungarica, in sostituzione dell'ammiraglio Maximilian Njegovan. Con la nomina di Horthy, anche Paolo Thaon di Revel percepì la possibilità che il nuovo comandante austriaco attuasse un'azione di flotta fuori dagli schemi consolidati.
Fino a quel momento, lo sbarramento del Canale d'Otranto era stato attaccato diciannove volte e, in quattro di queste, era presente l'ammiraglio Horthy quale comandante del Novara. Era quindi molto probabile che il nuovo comandante intendesse dare un segnale di cambiamento nella conduzione della guerra e che il canale d'Otranto, a lui ben noto, rientrasse nei suoi piani.
Segnali di un nuovo imminente attacco si ebbero con una incursione aerea, il 9 giugno, da parte di 14 velivoli, appoggiati dai cacciatorpediniere Dukla e dall'Uzsok, per cui l'ammiraglio Revel dispose che quattro sommergibili francesi venissero posizionati in agguato a nord di Durazzo, mentre gli italiani F10 e F14 furono posti rispettivamente davanti a Pola e al canale di Faresina.

### La missione austro-ungarica
I sospetti non erano infondati: il comando supremo austro-ungarico aveva infatti preparato una potente offensiva, che prevedeva l'impiego di gran parte della flotta.
Il gruppo di attacco sarebbe stato composto da:
- sezione Novara, Helgoland, Tátra, Csepel e Triglav, che avrebbe avuto il compito di attaccare le forze addette al servizio di sbarramento del canale d'Otranto.
- sezione Admiral Spaun, Saida, torpediniere 84, 92, 98 e 99, che avrebbe dovuto bombardare gli impianti di Otranto.

Il "gruppo di sostegno" prevedeva, invece, l'impiego delle unità maggiori, ognuna scortata da 4 o 5 siluranti, suddivise come segue:
- Viribus Unitis (capitano di vascello Janko Vuković de Podkapelski) quale nave ammiraglia della flotta, Balaton, Orjen, torpediniere 86, 90, 96 e 97;
- Prinz Eugen (capitano di vascello Adolf Schmidt), Dukla, Uzsok, torpediniere 82, 89, 91, 95;
- Erzherzog Ferdinand Max, Turul, torpediniere 61, 66, 52, 56, 50;
- Erzherzog Karl, Huszár, Pandúr, torpediniere 75, 94, 57;
- Erzherzog Friedrich, Csikós, Uskoke, torpediniere 53, 58, e una Kaiman:
- Tegetthoff (capitano di vascello Heinrich Pergler von Perglas), Velebit, torpediniera 81 e tre Kaiman
- Szent István (capitano di vascello Heinrich Seitz), torpediniere 76, 77, 78, 80.

Il loro compito consisteva nel rimanere nelle posizioni assegnate fino alle 07:30 del giorno 11, ora alla quale rientrare in caso di mancato contatto con le navi italiane. Si pensava, infatti, che l'azione del gruppo d'attacco avrebbe indotto il comando italiano a far uscire i propri incrociatori corazzati da Brindisi e Valona per inseguire il naviglio austriaco, incrociatori che si sarebbero poi trovati accerchiati dalle maggiori unità austriache, supportate da un largo impiego di sommergibili e aerei.
Il Viribus Unitis e il Prinz Eugen, all'alba dell'11 giugno, raggiunsero in orario la loro posizione a metà strada tra Brindisi e Valona, mentre i due gruppi Szent István e Tegetthoff, nonostante piccoli problemi alla Szent István, che ne ritardarono la marcia, partirono anch'essi alla volta delle posizioni assegnate.

### L'azione dei MAS

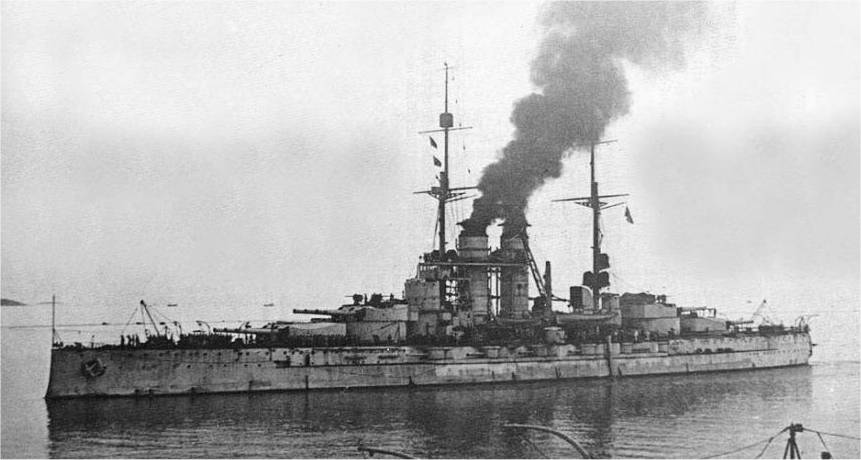
La corazzata austro-ungarica Santo Stefano alla fonda

Nel frattempo, il 9 giugno erano partiti da Ancona, per una missione nel medio Adriatico, il MAS 15 (capitano di corvetta Luigi Rizzo e capo timoniere Armando Gori) e il MAS 21 (guardiamarina Giuseppe Aonzo). Fino alle 02:00 del giorno 10 i due MAS dovevano stazionare fra Gruiza e Banco di Selve, in prossimità dell'isola di Premuda, per accertare la presenza di sbarramenti di torpedini; al termine di questa fase dovevano rimanere in agguato fino all'alba per ricongiungersi alle torpediniere d'appoggio 18 O.S. e 15 O.S..
I ritardi accumulati dal gruppo austriaco comportarono però che, alle 03:15, le unità austriache attraversassero la zona di pattugliamento dei due MAS, che a quell'ora stavano dirigendo da Lutestrago al punto di riunione con le torpediniere.
(Rapporto del capitano di corvetta Luigi Rizzo.)
Rizzo, nel tentativo di colpire una delle due grosse navi dalla minima distanza possibile, manovrò tra due caccia che fiancheggiavano la Szent István, aumentò la velocità a 12 nodi, riuscendo a passare fra le siluranti, e, da una distanza non superiore a 300 metri, lanciò entrambi i siluri del MAS. I due siluri colpirono la nave sollevando alte colonne d'acqua e fumo. La reazione della torpediniera 76 non si fece attendere: si lanciò all'inseguimento del MAS di Rizzo, aprendo il fuoco da una distanza di 100-150 metri. Rizzo decise allora di sganciare due bombe antisommergibile, una delle quali scoppiò, inducendo la torpediniera a desistere.
Il MAS 21 di Giuseppe Aonzo lanciò i suoi siluri contro l'altra unità maggiore, la Tegetthoff, da una distanza di 450-500 metri; uno dei siluri colpì la nave, l'altro staccandosi tardivamente dalle tenaglie a causa di un problema tecnico, sfiló a poppavia della corazzata, costruita dai cantieri di Pola e con caratteristiche tecniche superiori alla S. Stefano. Anch'egli fu quindi inseguito da una torpediniera, che riuscì a distanziare per dirigere in sicurezza per il rientro.

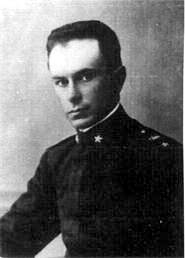
Giuseppe Aonzo, medaglia d'oro al valor militare per l'affondamento della Szent Istvan e il siluramento della Tegetthoff

La Szent István evidenziò subito dei grossi danni provocati dai siluri del MAS 15; l'acqua penetrò nei locali macchine di prora e di poppa e così si dovettero fermare le macchine. Ogni quarto d'ora circa lo sbandamento della corazzata cresceva di circa 1° e la Tegetthoff provò più volte a prendere a rimorchio la nave, ma solo alle 05:45 riuscirono a passare la prima gomena, quando lo sbandamento aveva raggiunto i 18° circa. In quel momento l'inclinazione subì un improvviso aumento e la cima dovette essere recisa; verso le 06:00 la nave iniziò a capovolgersi, per poi affondare del tutto. Tra gli ufficiali vi furono 1 morto e tre dispersi; tra l'equipaggio i morti furono 13, 72 i dispersi e 29 i feriti.
Alle 07:00 i due MAS raggiunsero Ancona e immediatamente partirono due idrovolanti, che avvistarono alcune unità della classe Tatra in prossimità di isola Grossa e Promontore, con rotta sud. Alle 9 altri velivoli si alzarono in volo e la ricognizione su Pola confermò l'assenza delle quattro dreadnought. Gli austriaci, vanificato l'effetto sorpresa su cui era basata l'intera operazione, dovettero rientrare alle loro basi.
Il Tegetthoff rientrò a Pola all'alba dell'11 giugno, così come il gruppo Viribus-Prinz Eugen, che raggiunse il porto alle ore 19.

## Conseguenze
Il contraccolpo psicologico dell'azione di Premuda ebbe grosse ripercussioni sul morale austro-ungarico, tanto che nel restante corso della guerra, la k.u.k. Kriegsmarine non compì più nessuna operazione navale, asserragliando le proprie navi nei porti.
I siluri di Rizzo, con quest'azione, fecero svanire l'elemento sorpresa e troncarono la missione nemica sul nascere, costringendo la flotta austriaca a rinunciare definitivamente all'ambizioso progetto. L'azione di Premuda convinse inoltre definitivamente gli Alleati a lasciar cadere la questione relativa all'istituzione dei comandi navali in Mediterraneo, lasciando il totale controllo dell'Adriatico all'Italia.
A dimostrazione del grande risultato dell'azione dei MAS, il Comandante in Capo della Grand Fleet, l'ammiraglio inglese David Beatty, fece giungere all'ammiraglio Lorenzo Cusani, comandante della flotta italiana, il seguente telegramma: «La Grand Fleet porge le più sentite congratulazioni alla flotta italiana per la splendida impresa condotta con tanto valore e tanta audacia contro il nemico austriaco».
A riconoscimento dell'eroismo dimostrato in azione, il capitano Luigi Rizzo venne insignito della Croce di Cavaliere dell'Ordine Militare di Savoia, ma in seguito al suo rifiuto per i suoi ideali repubblicani, l'onorificenza fu commutata in una medaglia d'oro al valor militare, onorificenza che venne assegnata anche al guardiamarina Aonzo.
Il 13 marzo 1939 la Marina Militare, allora Regia Marina, decise di celebrare la propria festa in data 10 giugno, in ricordo dell'azione compiuta nel corso della Prima guerra mondiale.